# Копальня «Кірка»
Копальня «Кірка» — це велика копальня борної руди, розташована в провінції Ескішехір на заході Туреччині. Копальня «Кірка» володіє одним із найбільших запасів бору у Туреччині з оцінками в 750,6 мільйонів тонн руди з вмістом 28 % бору.